# اوری گوردین
اوری گوردین (انگلیسی: Ori Gordin؛ زادهٔ ۱۵ ژوئیهٔ ۱۹۶۹) سرلشکر نیروهای دفاعی اسرائیل است، که در فاصله سال‌های ۲۰۲۲ تا ۲۰۲۵ به‌عنوان فرمانده ستاد فرماندهی شمالی اسرائیل فعالیت می‌کرد.
وی فعالیت نظامی را از سال ۱۹۸۸ در نیروی زمینی اسرائیل آغاز کرد. او از سال ۲۰۰۷ تا ۲۰۱۰ فرمانده یگان سایرت متکل بود، در فاصله سال‌های ۲۰۱۱ تا ۲۰۱۴ به‌عنوان فرمانده تیپ ۵۵ چترباز فعالیت می‌کرد و از ۲۰۱۴ تا ۲۰۱۵ فرماندهی تیپ ۹۳۳ نهال را برعهده داشت. 
گوردین از ۲۰۱۵ تا ۲۰۱۷ فرمانده لشکر ۹۸ چترباز هائش بود، از ۲۰۱۷ تا ۲۰۱۹ به‌عنوان رئیس ستاد نیروی زمینی اسرائیل فعالیت می‌کرد و در فاصله سال‌های ۲۰۱۹ تا ۲۰۲۲ فرماندهی جبهه داخلی اسرائیل را برعهده داشت.